# Suzanne Crouch

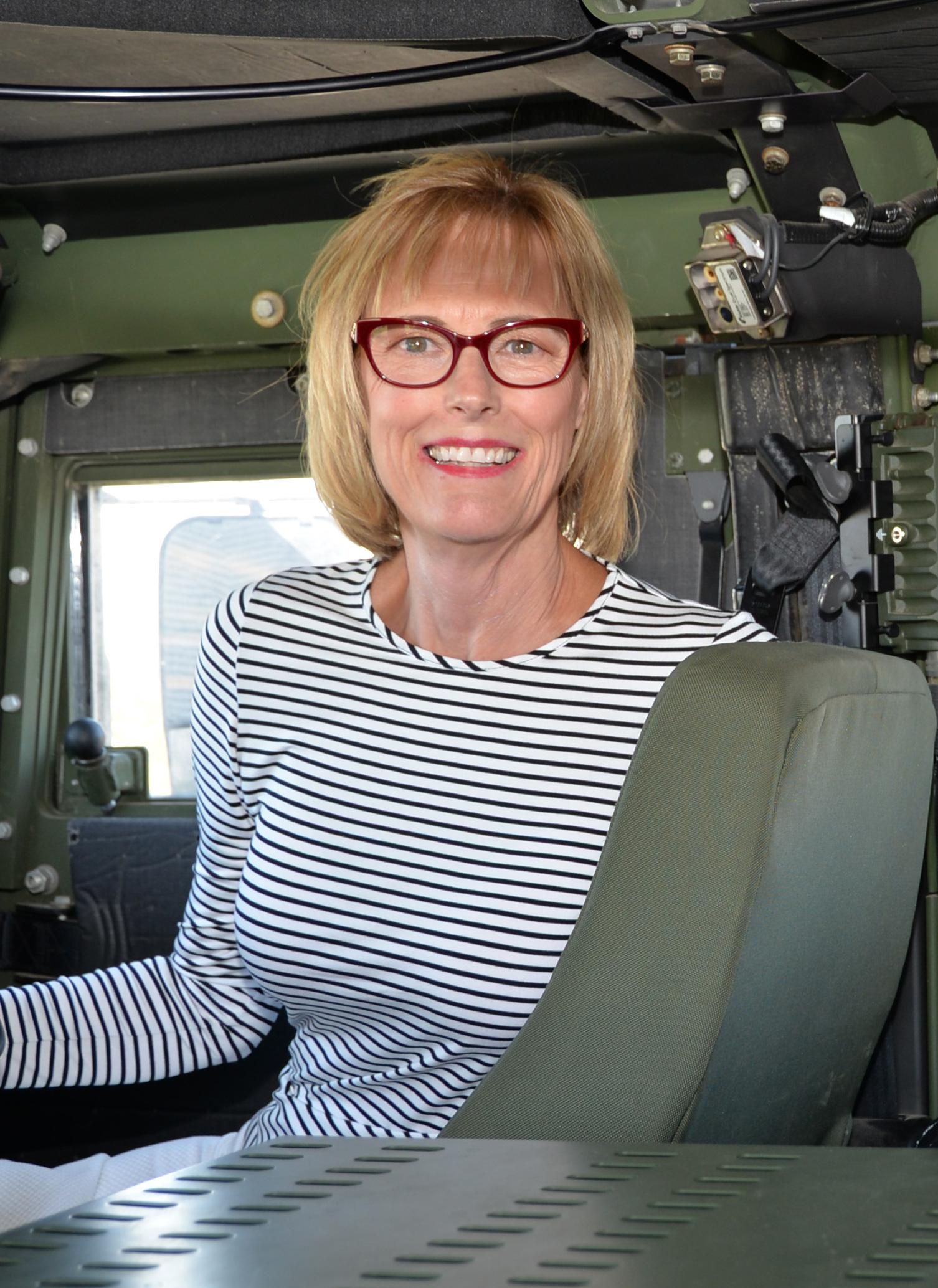
Suzanne Crouch, 2017

Suzanne Crouch (* 27. Februar 1952 in Evansville, Indiana) ist eine US-amerikanische Politikerin. Von 2017 bis 2025 war sie Vizegouverneurin des Bundesstaates Indiana.

## Werdegang
Suzanne Crouch absolvierte die Mater Dei High School in Evansville und studierte dann Rechnungswesen an der University of Southern Indiana sowie danach Politikwissenschaften an der Purdue University. Später arbeitete sie unter anderem als Grundstücks- und Börsenmaklerin. Außerdem führte sie ein kleineres Geschäft.
Politisch schloss sie sich der Republikanischen Partei an. 1994 wurde sie Bezirksrevisorin im Vanderburgh County. Zwischen 2002 und 2005 gehörte sie dem dortigen Bezirksrat (Board of Commissioners) an und von 2005 bis 2013 saß sie im Repräsentantenhaus von Indiana. Im Jahr 2014 übernahm sie das Amt des State Auditor von Indiana. Im November 2016 wurde sie von den Wählern an der Seite von Eric Holcomb, der neuer Gouverneur von Indiana wurde, zur Vizegouverneurin ihres Staates bestimmt. Damit wurde sie Stellvertreterin des Gouverneurs und Vorsitzende des Staatssenats. Ihre Wahl wurde durch die Nominierung des vorherigen Gouverneurs Mike Pence zum Running Mate von Donald Trump begünstigt. Dadurch konnte Pence nicht mehr für das Amt des Gouverneurs kandidieren. Sein Vizegouverneur Holcomb bewarb sich erfolgreich um diesen Posten und Crouch konnte die frei werdende Position des Vizegouverneurs anstreben. Sie trat ihr neues Amt am 9. Januar 2017 an. Dieses Amt hatte sie für zwei Amtszeiten bis 2025 inne. Ihr Nachfolger wurde Micah Beckwith.
Suzanne Crouch ist verheiratet. Mit ihrem Mann Larry hat sie ein Kind.